# Addison Powell
Addison Powell (Belmont, 23 febbraio 1921 – Shelburne, 8 novembre 2010) è stato un attore, produttore televisivo, produttore teatrale produttore cinematografico statunitense.
Apparve nei film Il caso Thomas Crown (1968) e I tre giorni del Condor (1975). È noto soprattutto per il ruolo del Dottor Eric Lang, lo scienziato pazzo creatore di Adam, nella soap opera Dark Shadows.

## Biografia
Powell nacque nel 1921 a Belmont, nel Massachusetts. I suoi genitori Edward Henry Powell e Kathrene Barnum, erano insegnanti di insegnanti di scuola. Dopo aver conseguito un Bachelor's degree all'Università di Boston, si arruolò nella U.S. Army Air Forces come navigatore durante la Seconda guerra mondiale. Pilotò più di 30 missioni di combattimento come navigatore a bordo dei bombardieri B-17 dalla loro base L'Anglia Orientale, nel Regno Unito. Conseguì una seconda laurea presso la Yale School of Drama dopo la fine della guerra.

## Carriera
I crediti cinematografici di Powell includono Il gioco dell'amore (1959) con Debbie Reynolds, Amore alla francese (1963) con Jean Seberg e Il caso Thomas Crown (1968), in cui interpretò Abe, un rapinatore di banche, al fianco di Steve McQueen. Nel 1975 apparve in Il misterioso caso Peter Proud con Michael Sarrazin, e interpretò un losco ufficiale della CIA in I tre giorni del Condor, con Robert Redford. Impersonò l'ammiraglio Chester W. Nimitz nel film biografico  MacArthur il generale ribelle (1977), interpretato da Gregory Peck, e successivamente apparve nel film I delitti del rosario (1987), con Donald Sutherland e Charles Durning.
I suoi crediti televisivi includono ruoli nelle prime stagioni di Law & Order - I due volti della giustizia e Mod Squad, i ragazzi di Greer. Ebbe inoltre un ruolo ricorrente, quello del Dottor Eric Lang, nella serie televisiva Dark Shadows, trasmesso dalla ABC dal 1966 al 1971. Nel 1976 recitò in un episodio di Ragazzo di provincia, e nel 1977 interpretò un detective nella fiction televisiva Contract on Cherry Street, con Frank Sinatra e Martin Balsam. Nel 1988 apparve come ammiraglio Harold Rainsford Stark nella miniserie Ricordi di guerra, con Robert Mitchum.

## Vita privata
Nel 1950 Powell sposò Bunnie Rowley. La coppia ebbe tre figli: Mary, Julie e Michael e visse nell'Upper West Side di Manhattan. Rimasero sposati fino alla morte di Rowley nel 1995.
Addison Powell morì l'8 novembre 2010, a 89 anni. Risiedeva nel Vermont da ventidue anni, nella comunità The Residence at Shelburne Bay a Shelburne.

## Filmografia

### Cinema
- Il gioco dell'amore (The Mating Game), regia di George Marshall (1959)
- Giorni senza fine (The Young Doctors), regia di Phil Karlson (1961)
- Amore alla francese (In the French Style), regia di Robert Parrish (1963)
- Il caso Thomas Crown (The Thomas Crown Affair), regia di Norman Jewison (1968)
- Il misterioso caso Peter Proud (The Reincarnation of Peter Proud), regia di J. Lee Thompson (1975)
- I tre giorni del Condor (Three Days of the Condor), regia di Sydney Pollack (1975)
- MacArthur il generale ribelle (MacArthur), regia di Joseph Sargent (1977)
- I delitti del rosario (The Rosary Murders), regia di Fred Walton (1987)

### Televisione
- Lights Out – serie TV, episodio 3x47 (1951)
- The Alcoa Hour – serie TV, episodi 1x12-2x27 (1956-1957)
- Navy Log – serie TV, episodio 2x26 (1957)
- The Nurses – serie TV, episodio 2x21 (1964)